# Julián Sotelo
Julián Sotelo Madrazo, né le 5 juillet 1965 à Santander, est un athlète espagnol, spécialiste du lancer de javelot. 

## Biographie
Entre 1988 et 1994 il obtient 4 podiums aux Championnats ibéro-américains d'athlétisme. En 1991 il est vainqueur des Jeux méditerranéens.

### Palmarès
| Date              | Compétition                   | Lieu          | Résultat | Épreuve | Performance |
| ----------------- | ----------------------------- | ------------- | -------- | ------- | ----------- |
| 24 juillet 1988   | Championnats ibéro-américains | Mexico        | 3e       | Javelot | 69,30 m     |
| 16 septembre 1990 | Championnats ibéro-américains | Manaus        | 2e       | Javelot | 68,10 m     |
| 8 juillet 1991    | Jeux méditerranéens           | Athènes       | 1er      | Javelot | 76,04 m     |
| 19 juillet 1992   | Championnats ibéro-américains | Séville       | 3e       | Javelot | 70,50 m     |
| 16 septembre 1994 | Championnats ibéro-américains | Mar del Plata | 2e       | Javelot | 73,88 m     |

National : 7 titres (1986, 1988, 1990 à 1992, 1994 et 1995).

### Records
| Épreuve | Performance | Lieu      | Date              |
| ------- | ----------- | --------- | ----------------- |
| Javelot | 78,78 m     | Pampelune | 23 septembre 1992 |